# 二甲基锌
二甲基锌是一种挥发性液体，化学式Zn(CH3)2。它可以由碘甲烷和锌在锌钠合金上化合生成。
2Zn + 2CH3I → Zn(CH3)2 + ZnI2
钠是这个反应的催化剂。此外，这个反应还会生成碘化锌。
它有一种臭味，也可以自燃。